# Coelia bella
Coelia bella är en orkidéart som först beskrevs av Lem., och fick sitt nu gällande namn av Heinrich Gustav Reichenbach. Coelia bella ingår i släktet Coelia, och familjen orkidéer. Inga underarter finns listade i Catalogue of Life.

## Bildgalleri

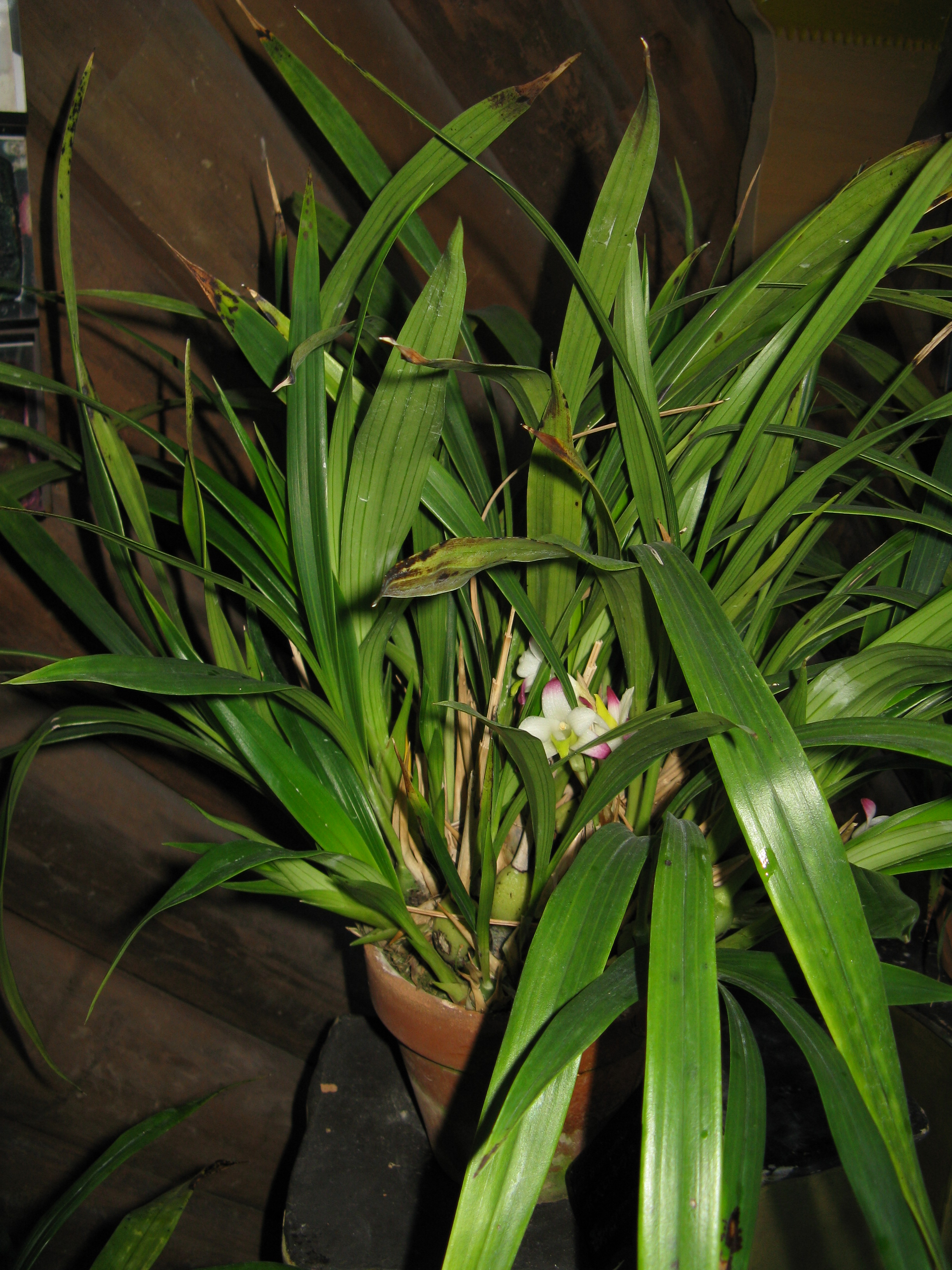
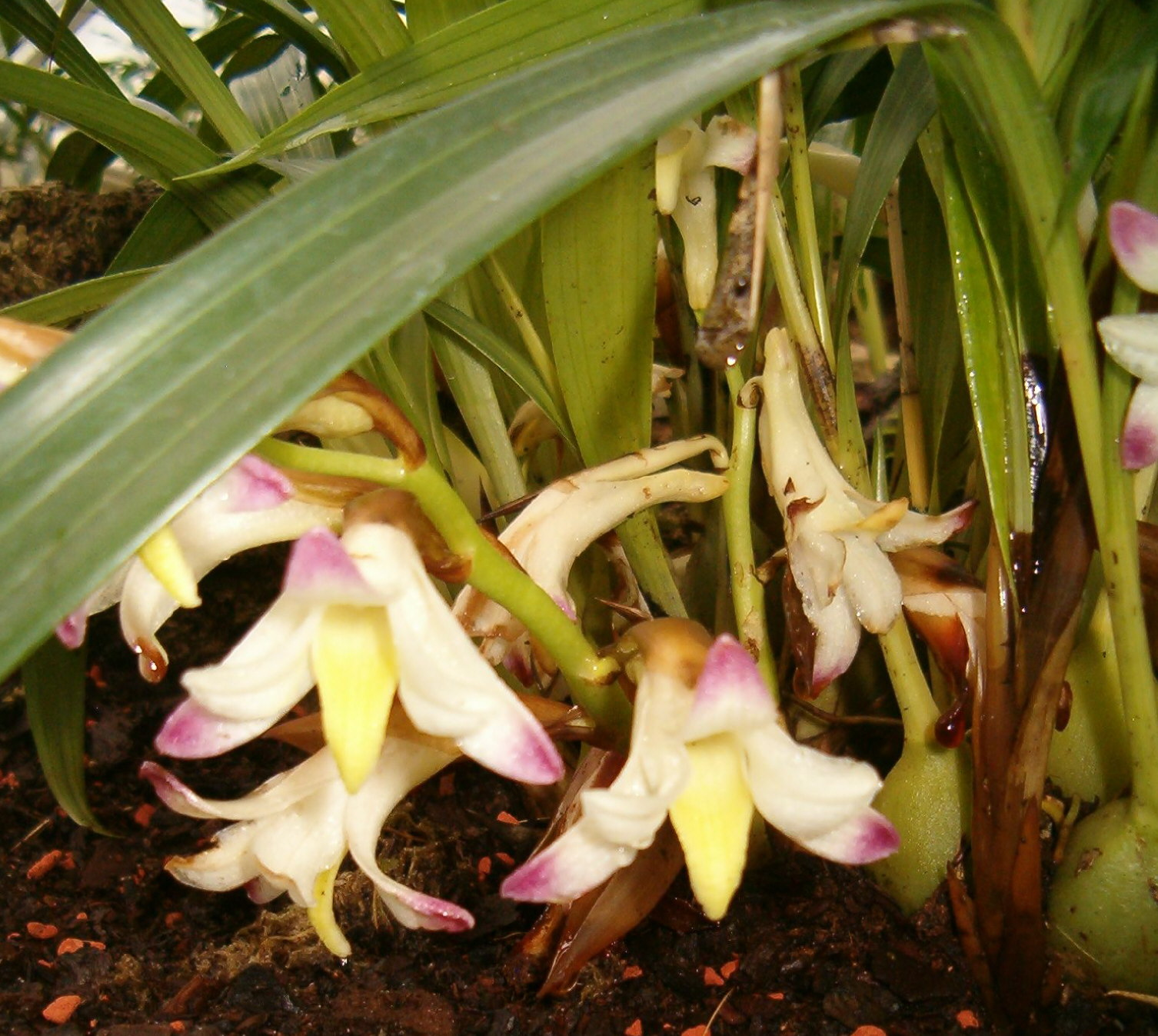
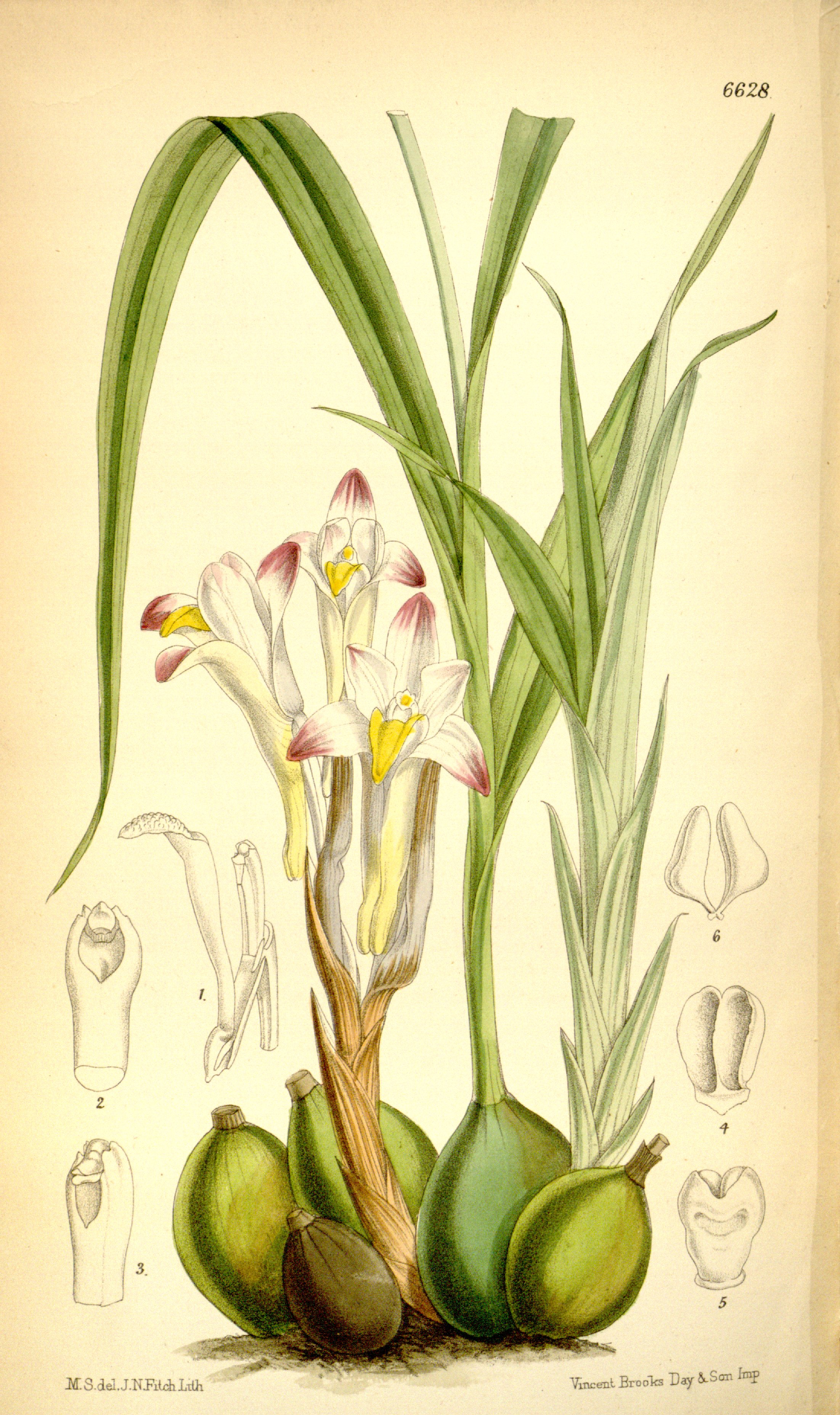